# The Piano Guys
The Piano Guys ist eine US-amerikanische Musikgruppe, bestehend aus dem Pianisten Jon Schmidt und dem Cellisten Steven Sharp Nelson sowie dem Videografen und -editor Paul Anderson und dem Studio- und Tontechniker Al van der Beek. Sie wurden bekannt durch ihre auf dem Videoportal YouTube eingestellten Videos mit klassisch angehauchten Variationen populärer Songs, begleitet von professionellen Videos. Im Dezember 2011 wurde ihr erstes Album veröffentlicht.

## Geschichte
Paul Anderson, der Besitzer des Klaviergeschäfts "The Piano Guys" in St. George (Utah) trifft den Musiker Jon Schmidt, als dieser den Laden betritt und fragt, ob er für ein bevorstehendes Konzert üben könne. Die beiden beginnen zusammen Musik aufzunehmen und Videos zu produzieren. Videokünstler Tel Stewart und Al van der Beek, verantwortlich für die Studioarbeiten der Gruppe, unterstützen die Formation. Doch erst als der Cellist Steven Sharp Nelson zu der Gruppe dazustößt, gelingt der Durchbruch mit der Coverversion von One Directions „What makes you beautiful“, bei dem die fünf Mitglieder gleichzeitig auf demselben Flügel musizieren. The Piano Guys veröffentlichen ihre im Musikstudio von Al van der Beek produzierten Videos auf dem Videoportal YouTube. Einige ihrer Videos haben mittlerweile über 50 Millionen Aufrufe, das Cover von Christina Perris A Thousand Years hat über 187 Millionen Aufrufe. The Piano Guys haben schon an vielen ungewöhnlichen Orten gespielt, zum Beispiel auf der Chinesischen Mauer, mitten in der Wüste oder vor der Christusstatue in Rio de Janeiro. Ihr Ziel ist es, Musikvideos von allen Orten der sieben Weltwunder zu produzieren.
Am 25. Januar 2013 erschien ihr Debütalbum als CD/DVD über Sony Classical. 2014 veranstalteten sie ihre erste Europatournee durch Deutschland, Österreich und die Schweiz, die sie auch nach Hamburg führte, dem Geburtsort von Jon Schmidts Eltern.
Am 20. Januar 2017 traten The Piano Guys zu Donald Trumps Amtseinführung bei der „Make America Great Again Welcome Celebration“ auf. Auf ihrem Blog verteidigten sie sich gegenüber Protesten ihrer Fans.

## Musik
Jon Schmidt spielt den Flügel, Steven Sharp Nelson das Violoncello, sowohl klassisch, d. h. akustisch, als auch E-Cello. In den meisten ihrer Musikstücke sind mehrere (bis zu 100) separat aufgenommene Audiospuren zusammengestellt.

## Diskografie

### Alben
| Jahr | Titel Musiklabel                             | Höchstplatzierung, Gesamtwochen, AuszeichnungChartplatzierungen (Jahr, Titel, Musiklabel, Platzierungen, Wochen, Auszeichnungen, Anmerkungen) | Höchstplatzierung, Gesamtwochen, AuszeichnungChartplatzierungen (Jahr, Titel, Musiklabel, Platzierungen, Wochen, Auszeichnungen, Anmerkungen) | Höchstplatzierung, Gesamtwochen, AuszeichnungChartplatzierungen (Jahr, Titel, Musiklabel, Platzierungen, Wochen, Auszeichnungen, Anmerkungen) | Höchstplatzierung, Gesamtwochen, AuszeichnungChartplatzierungen (Jahr, Titel, Musiklabel, Platzierungen, Wochen, Auszeichnungen, Anmerkungen) | Höchstplatzierung, Gesamtwochen, AuszeichnungChartplatzierungen (Jahr, Titel, Musiklabel, Platzierungen, Wochen, Auszeichnungen, Anmerkungen) | Anmerkungen                                                          |
| Jahr | Titel Musiklabel                             | DE | AT | CH | UK | US | Anmerkungen                                                          |
| ---- | -------------------------------------------- | --- | --- | --- | --- | --- | -------------------------------------------------------------------- |
| 2011 | The Piano Guys Hits Vol. 1 Selbstverlag      | — | — | — | — | — | Erstveröffentlichung: 1. Dezember 2011 limitierte Auflage            |
| 2012 | The Piano Guys Masterworks (Sony)            | DE51 (4 Wo.)DE | AT65 (1 Wo.)AT | — | UK51 Silber · (2 Wo.)UK | US44 Gold · (31 Wo.)US | Erstveröffentlichung: 2012                                           |
| 2013 | 2 Portrait Records (Sony)                    | DE97 (1 Wo.)DE | — | — | — | US38 (7 Wo.)US | Erstveröffentlichung: 7. Mai 2013                                    |
| 2013 | A Family Christmas Portrait Records (Sony)   | — | — | — | — | US20 (24 Wo.)US | Erstveröffentlichung: 22. Oktober 2013                               |
| 2014 | Wonders Portrait Records (Sony)              | DE86 (1 Wo.)DE | — | CH46 (1 Wo.)CH | — | US12 (13 Wo.)US | Erstveröffentlichung: 2014                                           |
| 2014 | Pops Meets Classical Portrait Records (Sony) | — | — | — | — | — | Erstveröffentlichung: 10. September 2014 nur in Japan veröffentlicht |
| 2015 | Live! Portrait Records (Sony)                | — | — | — | — | US111 (1 Wo.)US | Erstveröffentlichung: 2015                                           |
| 2016 | Uncharted Portrait Records (Sony)            | — | — | — | — | US15 (2 Wo.)US | Erstveröffentlichung: 28. Oktober 2016                               |
| 2017 | So Far, So Good Portrait Records (Sony)      | — | — | — | — | — | Erstveröffentlichung: 28. Oktober 2017 Kompilation                   |
| 2017 | Christmas Together Portrait Records (Sony)   | — | — | — | — | US27 (7 Wo.)US | Erstveröffentlichung: 17. November 2017                              |
| 2018 | Limitless Portrait Records (Sony)            | — | — | — | — | US58 (1 Wo.)US | Erstveröffentlichung: 9. November 2018                               |
| 2020 | 10 Masterworks (Sony)                        | — | — | CH95 (1 Wo.)CH | — | — | Erstveröffentlichung: 2020                                           |
| 2021 | Chill TPG Productions (TPG)                  | — | — | — | — | — | Erstveröffentlichung: 22. Oktober 2021                               |
| 2021 | Lullaby TPG Productions (TPG)                | — | — | — | — | — | Erstveröffentlichung: 29. Oktober 2021                               |
| 2023 | Unstoppable TPG Productions (TPG)            | — | — | — | — | — | Erstveröffentlichung: 10. November 2023                              |

### Singles
- 2012: A Thousand Years (US: Gold)
- 2014: Let It Go
- 2015: Fight Song / Amazing Grace

### Videoalben
- 2013: Live at Red Butte Garden

## Auszeichnungen für Musikverkäufe
| Platin-Schallplatte - Brasilien - 2013: für das Videoalbum Live at Red Butte Garden |

Anmerkung: Auszeichnungen in Ländern aus den Charttabellen bzw. Chartboxen sind in ebendiesen zu finden.
| Land/RegionAuszeichnungen für Musikverkäufe (Land/Region, Auszeichnungen, Verkäufe, Quellen) | Silber  | Gold     | Platin  | Verkäufe  | Quellen             |
| -------------------------------------------------------------------------------------------- | ------- | -------- | ------- | --------- | ------------------- |
| Brasilien (PMB)                                                                              | —       | —        | Platin1 | 30.000    | pro-musicabr.org.br |
| Vereinigte Staaten (RIAA)                                                                    | —       | 2× Gold2 | —       | 1.000.000 | riaa.com            |
| Vereinigtes Königreich (BPI)                                                                 | Silber1 | —        | —       | 60.000    | bpi.co.uk           |
| Insgesamt                                                                                    | Silber1 | 2× Gold2 | Platin1 |           |                     |